# St. Johannis (Bad Rodach)

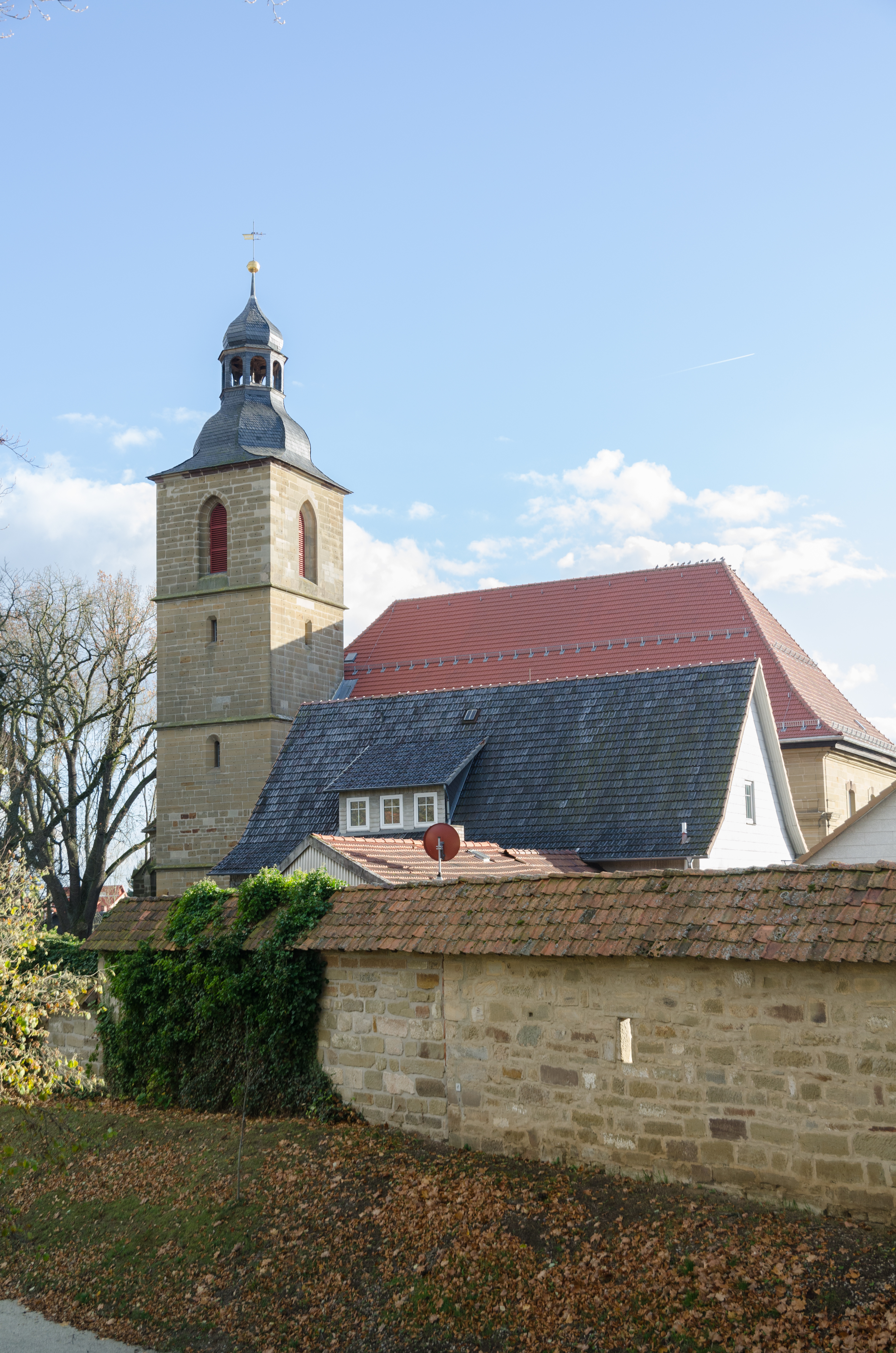
Johanniskirche Bad Rodach

Die evangelisch-lutherische Stadtpfarrkirche St. Johannis in Bad Rodach wurde als Pfarrkirche erstmals 1350 urkundlich erwähnt. Das heutige Kirchenschiff stammt aus der Mitte des 18. Jahrhunderts.

## Baugeschichte
Ein königlicher Hof in Bad Rodach ist für 899 urkundlich belegt. Zu diesem gehörte wohl auch eine Kapelle, die Johannes dem Täufer geweiht war. Eine erste Kirche wurde ab 1138 errichtet und 1149 durch Bischof Wigbert von Brandenburg geweiht. Das Bestehen einer Pfarrkirche mit Filialkirchen wurde in einer Urkunde von 1350 erwähnt. Der 1457 durch Herzog Wilhelm III. von Sachsen genehmigte Kirchenneubau erfolgte ab 1471 und dauerte wohl mindestens zwanzig Jahre. Aus diesem Zeitraum stammen der Kirchturm und der Chor. Die erste protestantische kursächsische Kirchenvisitation fand 1528/29 statt. Anfang Juni 1529 trafen sich Abgesandte der evangelischen Reichsstände in der Kirche, um im Anschluss an den zweiten Reichstag zu Speyer das weitere gemeinsame Vorgehen zu beraten und sich eine gegenseitige Hilfe zuzusichern.

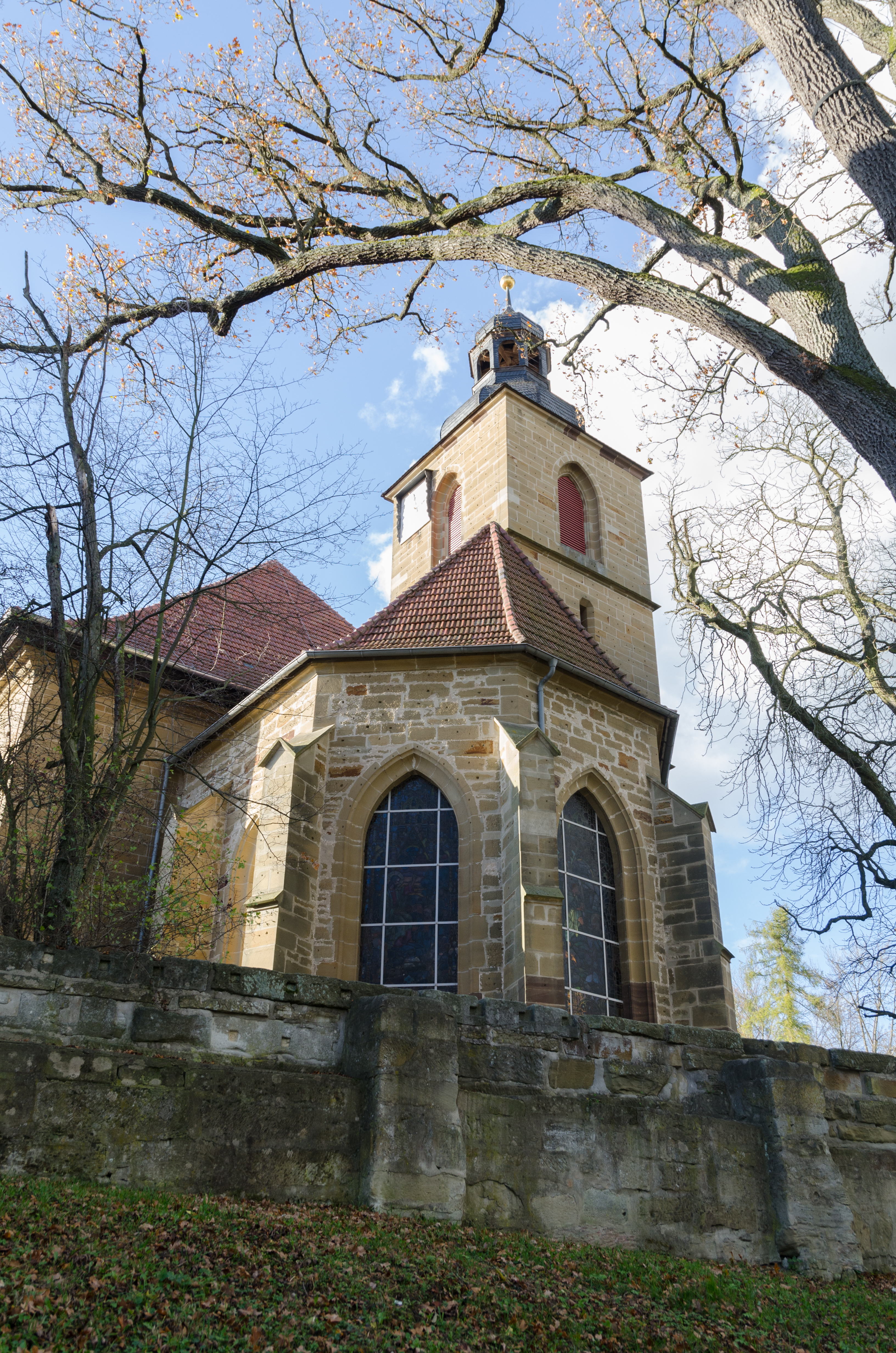
Ostseite

Im Verlauf des Dreißigjährigen Krieges zerstörte am 5. Oktober 1632 ein von den kaiserlichen Truppen gelegtes Feuer insbesondere das Dach des Langhauses. 1648 wurden durch einen Blitzeinschlag der Kirchturm und das Notdach über dem Kirchenschiff beschädigt. Bis 1657 waren der Turm und bis 1695 das Langhaus provisorisch instand gesetzt. Ein Neubau, gefördert durch den Landesherrn Herzog Franz Josias, ersetzte Mitte des 18. Jahrhunderts das alte Kirchenschiff. Die Pläne erstellte der Coburger Hofzimmermeister Johann Adam Däumler, die Bauausführung erfolgte durch den Maurermeister Georg Koch und den Zimmermeister Georg Kiesewetter. Am 20. April 1755 begannen die Abbrucharbeiten, denen am 8. Juli die Grundsteinlegung folgte. Die feierliche Einweihung in Anwesenheit des Landesherren war am 21. September 1758. Die Baukosten betrugen rund 6707 Gulden. Sie wurden unter anderem durch eine Lotterie finanziert.
Größere Erneuerungsarbeiten fanden 1858 statt. 1911 wurde eine Heizungsanlage eingebaut. Dabei wurden zehn Grüfte unter dem Altarraum entdeckt, die größtenteils der zweiten Hälfte des 17. Jahrhunderts zugeordnet wurden. Im Verlauf des Zweiten Weltkrieges wurde die Kirche am 10. April 1945 durch Artilleriebeschuss der US-Armee schwer beschädigt. Die Instandsetzung erfolgte in drei Bauabschnitten und dauerte bis 1973. Im Jahr 2011 wurde die Kirche umfangreich renoviert und der Innenraum in Anlehnung an die ursprüngliche Gestaltung wiederhergestellt.

## Beschreibung

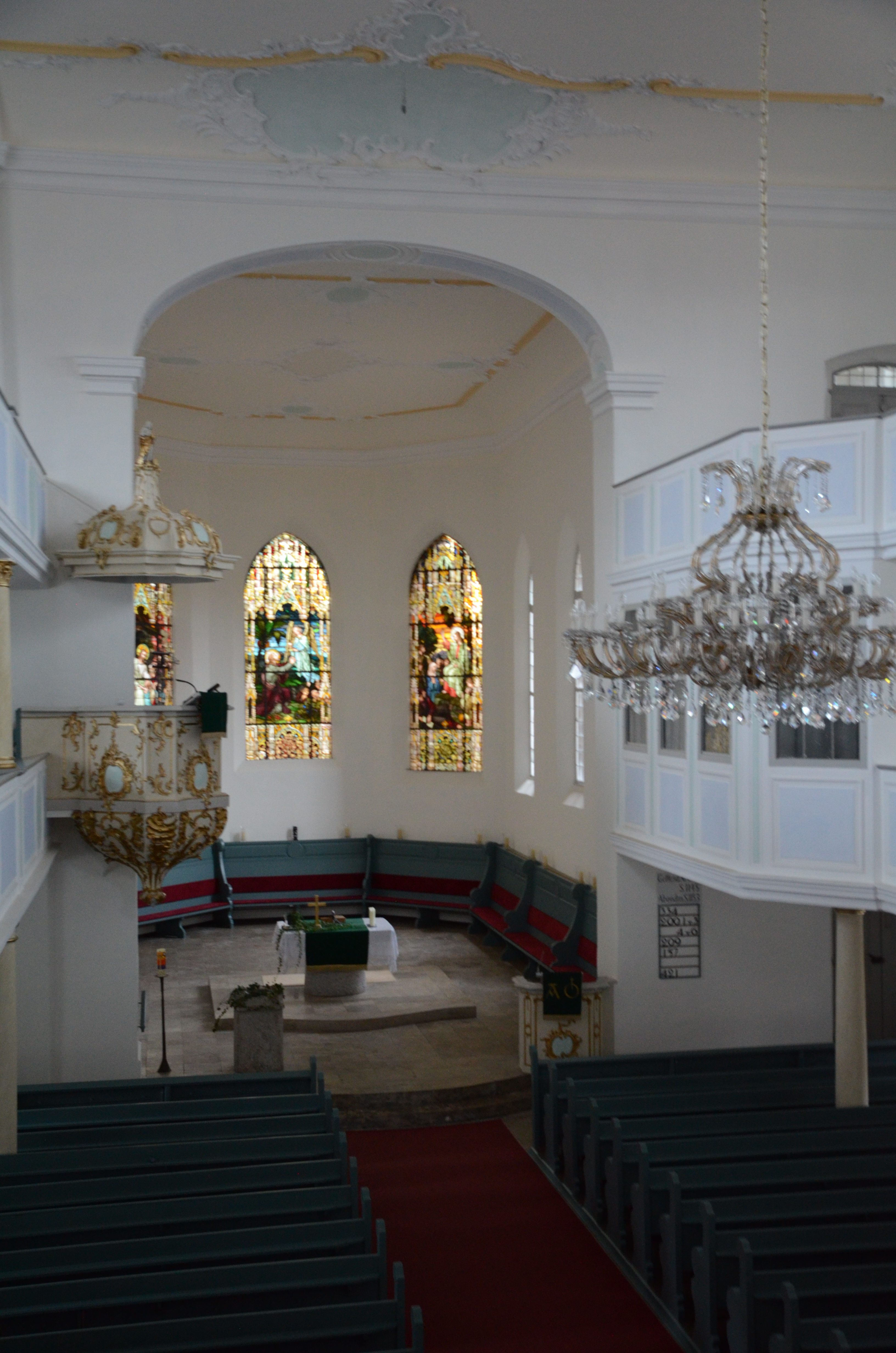
Kanzel, Chor, Empore mit Fürstenstand

Die Mauern der Kirche bestehen aus gelblichen Buntsandsteinquadern aus der Lempertshäuser Flur.
Das 23 Meter lange und 15,2 Meter breite Langhaus ist im Ansbacher Markgrafenstil gestaltet. Die Längsseiten sind jeweils durch fünf lange rechteckige und darunter vier kleine quadratische Rundbogenfenster sowie eine Tür gegliedert. Die westliche Querseite ist mit drei Fensterachsen analog gestaltet. Dort befindet sich das Hauptportal, das von ionischen Pilastern und einem verkröpften Gebälk mit gebrochenem Schweifgiebel eingefasst ist. Wappenschilde zeigen die Initialen des damaligen Herzogspaares „FJAS“ und den sächsischen Rautenkranz mit der herzoglichen Krone als oberen Abschluss. Der spätgotisch gestaltete, fünfseitige Chor ist 11,7 Meter lang und 7,5 Meter breit. Strebepfeiler trennen die spitzbogigen Fenster. Spätgotische Steinmetzzeichen und an der Südseite ein kleines spätgotisches Relief einer Kreuzigungsgruppe sind zu erkennen.
Im rechteckigen Innenraum der Saalkirche tragen 16 Eichenholzsäulen, oben korinthisch, unten dorisch, eine dreiseitige, zweigeschossige Empore. Eine flache Putzdecke mit Rokokoverzierungen bildet den oberen Abschluss. Der Triumphbogen zwischen Kirchenschiff und Chor ist korbbogenförmig ausgebildet und seine Pfeiler haben oben Kapitelle. Am nördlichen Pfeiler befindet sich gegenüber dem Fürstenstand die Kanzel, die auf einer glockenförmigen Konsole ruht und mit Rokokoschnörkelwerk mit Muschelformen geschmückt ist. Auf dem Schalldeckel steht eine Christusfigur mit der Weltkugel. Am südlichen Triumphbogenpfeiler steht der Epistelstuhl.
Der spätgotische Chorraum hat statt seines ursprünglichen Kreuzrippengewölbes eine flache stuckierte Decke. Verziert wird der Chorraum durch drei bunt verglaste Spitzbogenfenster. Sie zeigen Szenen aus dem Leben Jesu, die Kindersegnung, die Bergpredigt und Jesu Gebet im Garten Gethsemane. Sie sind ein Werk des Münchners Glasmalers Franz Xaver Zettler und wurden 1908 von Max Roesler gestiftet. Herz und Eingeweide des Herzogs Franz Josias wurden im Chorraum vor der Sakristeitür begraben. Eine Steinplatte mit einem eingeritzten Herz markiert die Stelle.
Der Stein- und Bildhauer Karlheinz Hoffmann gestaltete 1973 den Chorraum mit einem Abendmahlsaltar, einem Taufstein und einem Weltkugelkreuz neu. Das Kreuz steht für die Ökumene und hängt seit 2002 seitlich an der Nordwand im Altarraum.
Der dreigeschossige, durch Gesimse gegliederte Kirchturm steht nördlich des Chors. Im Erdgeschoss überspannt ein Kreuzgewölbe die Sakristei. Den oberen Abschluss bildet eine 1648 aufgesetzte, schiefergedeckte, achteckige Schweifkuppel mit Arkadenaufsatz und Kuppel sowie Knopf und Wetterfahne. Im dritten Obergeschoss befinden sich die Turmuhr, die aus dem Jahr 1906 stammt, und  hinter größeren Spitzbogenfenstern der Glockenstuhl. Dort hängen vier Glocken, eine 1315 kg schwere, auf den Ton Es gestimmte Bronzeglocke aus dem Jahr 1987, zwei Gussstahlglocken, die 1959 geweiht wurden und eine 320 kg schwere, auf den Ton H gestimmte Bronzeglocke, die 1649 gegossen wurde. Im Inneren, vor dem Nordeingang, musste eine 1920 in Apolda gegossene gusseiserne Glocke 1987 aus statischen Gründen abgenommen werden.

## Orgel

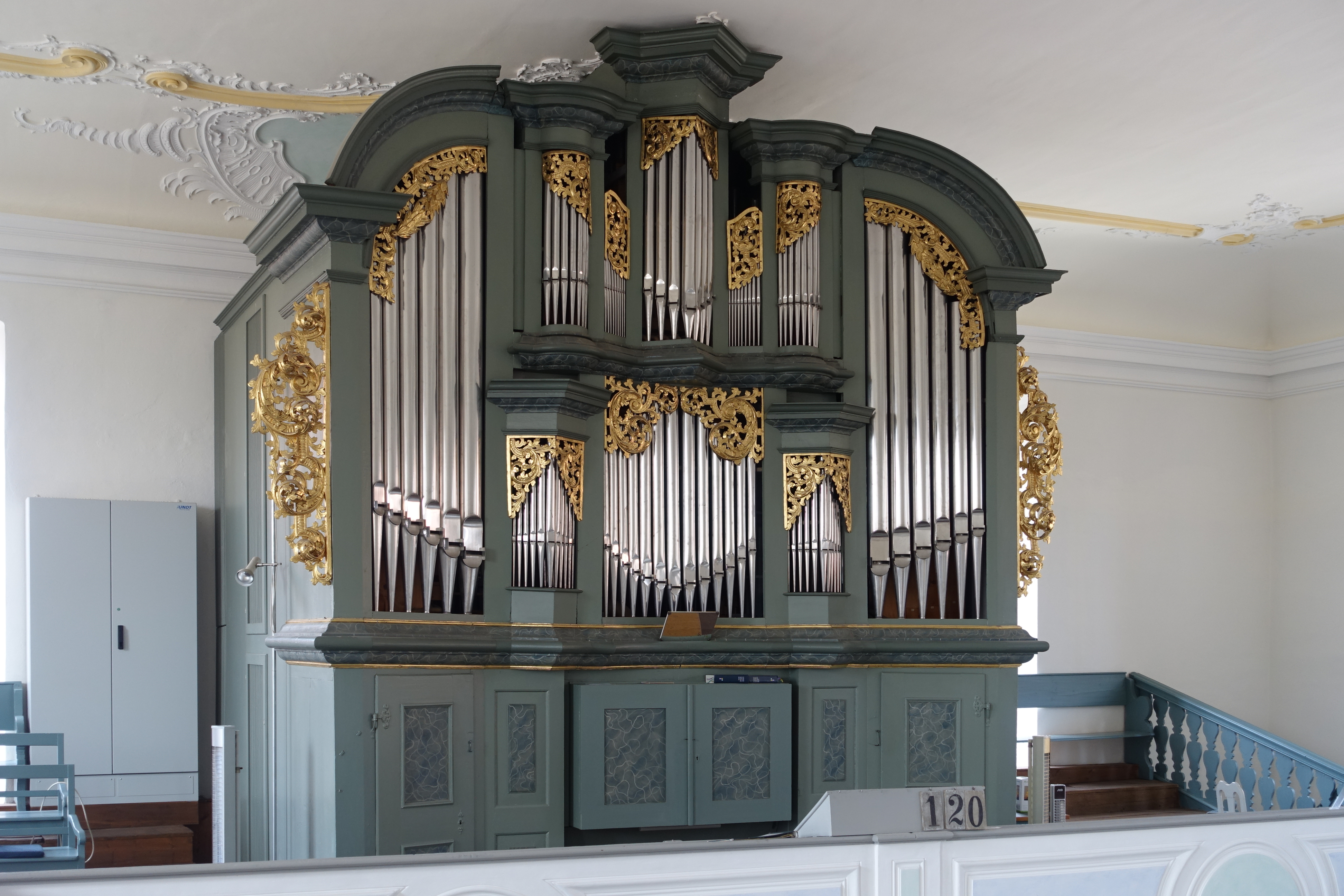
Orgel

Die Orgel steht auf der oberen, westlichen Empore und stammt aus dem Jahr 1858. Es ist ein Werk des Schmiedefelder Orgelbauers Michael Schmidt und kostete 1641 Gulden. Der Orgelprospekt und die eichenen Windladen stammen von der Vorgängerorgel aus dem 18. Jahrhundert. 1974 wurde das Instrument, das 25 Register bei zwei Manualen und Pedal hat, durch den Orgelbauer Horst Hoffmann technisch total erneuert und im klanglichen Bereich restauriert. Im Jahr 2018 wurde die Orgel wegen eines Schimmelpilzes renoviert und erhielt für die 1734 Pfeifen zwei neue Blasebälge.

## Geistliche
- Christian Hohnbaum (1747–1825), Superintendent 1786–1825, Dichter geistlicher Lieder